# Eustace Miles
Eustace Hamilton Miles (* 22. September 1868 in London; † 20. Dezember 1948 ebenda) war ein britischer Jeu-de-Paume-Spieler, Sachbuchautor und Gastwirt.

## Biografie
Eustace Miles wurde im Londoner Stadtteil Hampstead als Sohn eines Buchhändlers und Verlegers geboren. Er besuchte das Eastbourne College, Marlborough College sowie das King’s College Cambridge. 1906 heiratete er Dorothy Beatrice Harriet Killick. Zwischen 1899 und 1910 wurde er neunmal englischer Amateurmeister im Jeu de Paume. 1900 gewann er als erster Nichtamerikaner die US Real Tennis Championship. Zudem wurde er zwischen 1898 und 1905 siebenmal Weltmeister. 1908 nahm er, im Alter von 39 Jahren, bei den Olympischen Spielen in London am Jeu de Paume-Turnier teil. Im Finale spielte er gegen den US-Amerikaner Jay Gould II, den er während seiner Zeit als Ehrensekretär des Tuxedo Tennis and Racquet Clubs von 1900 bis 1902 in den Vereinigten Staaten trainiert hatte. Miles unterlag Gould und gewann somit die Silbermedaille.
Miles verfasste mehrere Bücher über Sport, Diät und Vegetarismus. 1906 eröffnete er ein vegetarisches Restaurant im Londoner Stadtteil Charing Cross. Auch in den Stadtteilen Chelsea und Carshalton hatte er zwei Restaurants und besaß zudem Reformhäuser in London. Obwohl sein Geschäft während des Ersten Weltkriegs florierte, nahm im Laufe der Zeit das Interesse ab. Miles ging schließlich bankrott und musste seine Immobilien verkaufen. Als er im Alter von 80 Jahren im Stadtteil Streatham starb, hinterließ er lediglich 175 Pfund.

## Werke
- Better Food for Boys (1901)
- The Game of Squash (1901)
- Avenues to Health (1902)
- The Failures of Vegetarianism (1902)
- Daily Training (1903) mit Edward Frederic Benson
- Muscle, Brain, and Diet: A Plea for Simpler Foods (1903)
- Racquets, Tennis, and Squash (1903)
- A Boy's Control and Self-Expression (1904)
- An Alphabet of Athletics (1904)
- Breathing for Health, Athletics, and Brain-Work (1904)
- Cassell's Physical Educator (1904)
- Diversions Day By Day mit Edward Frederic Benson (1905)
- What Foods Feed Us (1905)
- The New Cookery of Unproprietary Foods (1906)
- Life After Life: The Theory of Reincarnation (1907)
- The Eustace Miles System of Physical Culture With Hints as to Diet (1907)
- The Training of the Body (1908)
- The Power of Concentration: How to Acquire It (1909)
- Fitness for Play and Work (1912)
- Prevention and Cure (1912)
- The Uric Acid Fetish (1915) mit C. H. Collings
- Self-Health as a Habit (1919)
- Keep Happy (1920)